# دومنیکو مونگو
دومنیکو مونگو (انگلیسی: Domenico Mungo؛ زادهٔ ۱۸ ژانویهٔ ۱۹۹۳) بازیکن فوتبال است.
از باشگاه‌هایی که در آن بازی کرده‌است می‌توان به باشگاه فوتبال پروجا اشاره کرد.